# Matthieu Saunier
Matthieu Saunier (ur. 7 lutego 1990 w Hyères) – francuski piłkarz występujący na pozycji obrońcy w Granadzie.

## Kariera klubowa
Swoją karierę piłkarską Saunier rozpoczął w klubie Girondins Bordeaux.
| Sezon   | Klub               | Kraj      | Rozgrywki        | Mecze | Bramki | Rozgrywki Europy | Mecze | Bramki |
| ------- | ------------------ | --------- | ---------------- | ----- | ------ | ---------------- | ----- | ------ |
| 2009/10 | Girondins Bordeaux | Francja   | Ligue 1          | 0     | 0      | –                | –     | –      |
| 2009/10 | Rodez AF (wyp.)    | Francja   | National         | 25    | 2      | –                | –     | –      |
| 2010/11 | Troyes AC          | Francja   | Ligue 2          | 13    | 0      | –                | –     | –      |
| 2011/12 | Troyes AC          | Francja   | Ligue 2          | 20    | 0      | –                | –     | –      |
| 2012/13 | Troyes AC          | Francja   | Ligue 1          | 14    | 0      | –                | –     | –      |
| 2013/14 | Troyes AC          | Francja   | Ligue 2          | 22    | 4      | –                | –     | –      |
| 2014/15 | Troyes AC          | Francja   | Ligue 2          | 26    | 2      | –                | –     | –      |
| 2015/16 | Troyes AC          | Francja   | Ligue 1          | 28    | 0      | –                | –     | –      |
| 2016/17 | Troyes AC          | Francja   | Ligue 2          | 1     | 0      | –                | –     | –      |
| 2016/17 | Granada CF         | Hiszpania | Primera División | 16    | 0      | –                | –     | –      |
| 2017/18 | Granada CF         | Hiszpania | Segunda División | 27    | 1      | –                | –     | –      |

Stan na: 18 maja 2018 r.